# Der Prinz von Theben
Der Prinz von Theben ist ein Geschichtenbuch von Else Lasker-Schüler, das im Sommer 1914 im Verlag der weißen Bücher in Leipzig erschien.

## Form
In den 1907 erschienenen Nächten der Tino von Bagdad, dem zweiten Prosaband der Autorin, ist die Ich-Erzählerin Tino als solche oder zumindest als „Prinzessin“ omnipräsent; beziehungsweise der Leser kann sich ihre Präsenz vorstellen. Die neuere Literaturgeschichtsschreibung ist sich weitgehend einig, ab 1910 wendet sich Else Lasker-Schüler allmählich von der weiblichen Erzählposition ab und lässt Jussuf – der in etwa als biblischer Joseph genommen werden kann – zu Wort kommen. Im vorliegenden ziemlich archaischen Geschichtenbuch tritt Jussuf, der titelgebende Prinz von Theben, allerdings nur in der Geschichte Abigail der Dritte auf und stirbt am Ende dieser überschaubaren Episode. Folgerichtig ist in den nachstehenden letzten drei Geschichten des Buches höchstens von dem toten Prinzen die Rede.
Die erste Geschichte – Der Scheik – und die letzte – Der Kreuzfahrer – sprechen unter anderen jeweils die Sühne zwischen den Religionen an und machen somit das restliche, zumeist schaurig-schreckliche Geschehen ein klein wenig erträglicher.

## Inhalt
Der Scheik
Zwei Männer stehen für die Versöhnung zweier Religionen: der jüdische Sultan Mschattre-Zimt und der Scheik, das ist ein Muslim, der oberste Priester aller Moscheen Bagdads und Urgroßvater der Erzählerin. Alsdann wird der Reigen inhumaner Brutalitäten eröffnet:
Tschandragupta
Der Heide Tschandragupta erschlägt seinen 70-jährigen Vater, den Häuptling Tschandragupta, weil es die Stammessitte so will. Der neue Stammeshäuptling liebt die Tochter des Juden Melech. Aus der Verbindung geht beider Sohn Tschandragupta hervor. Obwohl die Heidenmädchen den Heranwachsenden lieben, geht er zu den Juden nach Jericho und verliebt sich dort in Schlôme, des jüdischen Oberpriesters einziges Kind. Da der junge Tschandragupta kein Abgesandter Jehovas ist, wird aus den beiden kein Paar. Schlôme salbt sich als Braut und wird von dem Geliebten verschlungen. Es ist, als gehe Tschandragupta mit Schlôme schwanger.
Der Derwisch
Der Derwisch tanzt. „Über Kairo schwebt der Gebetschein des Korans.“ „Christenhunde flüchten vor Steinwürfen.“ „Unter die Hufe unzähliger Tierbeine werfen sich unzählige Leiber.“ Der Erzählerin aus Bagdad – seit sieben Jahren ist sie Waise – trägt den schäbigen, blutbefleckten Schafhirtenrock Jussufs, tränkt die Dromedare und Kamele. Ihr klebt Blut im Gesicht. Junge Heilige geißeln sich.
Ein Brief meiner Base Schalôme
Die Erzählerin, eine Prinzessin aus Bagdad, sieht im Konstantinopler Harem ihres Großonkels mit an, wie ihre alte Tante der Peitsche des Eunuchen ihren überweiten nackten Allerwertesten nach allen Seiten hin präsentiert, unter den Hieben aufschreit und die Zähne zeigt. Die Cousinen der Prinzessin schauen neidisch zu und entblößen die Brüste. Die Prinzessin macht sich auf allen vieren davon.
Der Fakir
Die Erzählerin, das Mädchen aus Bagdad, ist zum ersten Mal an den Hof ihres Onkels mütterlicherseits, des Emirs von Afghanistan, geladen. Der Emir sucht wohlhabende Schwiegersöhne für seine drei Töchter. Diese heiratsfähigen Cousinen sind der Erzählerin gewogen, stehen aber im Banne des Fakirs. Das ist der Bruder der Emirsgattin. Er führt einen Schlangensack mit sich. Eigentlich ist die Erzählerin dem jungen Hascha-Nid zugetan. Dieser Sohn des Häuptlings eines wilden Stammes liegt jedoch im Sterben und die Erzählerin verfällt dem Fakir. Des Nachts brüllt sie anfänglich, wenn sich der Schlangenbeschwörer anschleicht, erschrocken auf, doch später stößt sie in seiner nächsten Nähe ein „Freudengebrüll“ aus. Sobald der Fakir dudelt und dann naht, nehmen die drei Cousinen und die Erzählerin seinen Geruch heimlich auf und „ihre Leiber gehen auf wie braune und gelbe Rosen“. Schalôme, eine der drei Cousinen, hat bereits nach einer Reihe von solchen Nächten mit dem Fakir den Veitstanz.
Das Buch der drei Abigails
Der Melech Abigail der Erste, Prinz von Theben, will nicht geboren werden. Zwanzig Jahre lebt der künftige junge Herrscher im Mutterleibe. Abigail ermordet seine Mutter mit einem kräftigen Tritt ins Herz, kommt zur Welt und besteigt den Thron. Als Spätgeborener scheut er das Tageslicht, sucht immerzu die Berührung von Wänden und kriecht in den Leib jedweder Jungfrau. Der König kommt nach einem Brand seines Palastes ums Leben. Der 60-jährige Arion-Ichtiosaur, ein Cousin des Verstorbenen, besteigt als Abigail der Zweite den Thron. Er baut auf Hass, Gier und Missgunst. Alle drei hielten sein Volk wach. Der Herrscher vertreibt sich mit Mathematik und Astronomie die Zeit. Jussuf, Sohn des Oberpriesters, erdolcht den Astronomen und lässt sich als zum König Abigail den Dritten krönen. Das neue 17-jährige Oberhaupt amtiert zugleich als Oberpriester. Jussuf erweist sich als außergewöhnlicher Krieger. Den Feind vertreibt er ohne Blutvergießen. Jussuf herrscht unbekümmert. Als er einmal versehentlich das eigene Todesurteil unterzeichnet, bewahren ihn Getreue vor der Vollstreckung. Jussuf erliegt einer Verwundung nach der Tigerjagd.
Singa, die Mutter des toten Melechs des Dritten, Eine Begebenheit aus dem Leben Abigail des Liebenden
Singa, die Mutter des Verstorbenen, trauert drei Jahre aufopferungsvoll um den geliebten Sohn. Einwohner, insbesondere heiratsfähige Mädchen, kann sie trotz großer Bemühung nicht in ihre Trauer einbeziehen.
Der Kreuzfahrer
Zehntausend Christen stehen vor Jerusalem. Ichneumon von Üsküb, der Cousin der Erzählerin – das ist die Prinzessin von Bagdad – versagt vor dem Feinde. Die Prinzessin will die „Christenhunde“ gleich schlagen. Zur Seite stehen ihr Muselmänner aus Mekka und Medina, Leute aus Jemen, Tyris, Ninive, Beduinen, Egypter, Philister, Edomiter, Amoniter, Hethiter, Chaldäer, Saduccäer, Judäer sowie Nachfahren Davids, Leviten, Jehovapriester und Talmudgelehrte aus Damaskus. Während der kriegerischen Auseinandersetzung spaltet der Feind Ichneumon von Üskübs Gesäß.
Allah's Kriegerin siegt. Der junge Kaiser Conradin ergibt sich. Conradin stirbt. Seine Mutter pilgert herbei. Die Prinzessin versöhnt sich mit der Trauernden.

## Rezeption
- 21. März 1915: Max Herrmann-Neiße: Besprechung im Züricher Mistral, abgerufen bei Karl Jürgen Skrodzki.
- Der eingebrachte Orient erscheint Bänsch[11] als aufgesetzter Flitter.
- Nach Feßmann[12] kann mit Fürst Marc ben Ruben von Cana aus der Geschichte „Abigail der Dritte“ nur Franz Marc gemeint sein. Der abendländische Kreuzfahrer könnte für Gottfried Benn stehen. Letzterer hatte Else Lasker-Schüler abgewiesen. Übrigens erweist sich in der Kreuzfahrergeschichte die Frau als Heerführerin stärker als sämtliche Männer. Der als Abigail der Dritte durch Königsmord an die Macht gelangte mächtige Jussuf ist längst nicht mehr der abgerissene Schafhirt aus Der Derwisch.
- Abigail der Dritte schare Künstler um sich.[13]
- Sprengel[14] spricht das „mörderische Ritual“ in Der Derwisch an: Gläubige lassen sich von Reitern tottrampeln – vermutlich entlehnt bei Georg Ebers. Die 23 Söhne des Urgroßvaters in Der Scheik sind gewissermaßen autobiographisch gefärbt; von der Autorin 1932 wieder aufgenommen in Arthur Aronymus. Die Geschichte meines Vaters.
- Bischoff[15] bespricht die erste Geschichte – Der Scheik – ausführlich.
- Für vorliegendes Buch trifft Reinartz’ Zusammenfassung zu: Else Lasker-Schüler „übernahm neben dem mystischen Judentum auch Elemente christlicher und muslimischer Traditionen auf“[16].

## Adaption
- 2011 eine Bühnenfassung mit der Musik von Volker David Kirchner: Der Prinz von Theben.

### Textausgaben
Erstausgabe
- Der Prinz von Theben. Ein Geschichtenbuch. Mit 25 Abbildungen nach Zeichnungen der Verfasserin und 3 farbigen Bildern von Franz Marc. 98 Seiten. Verlag der weißen Bücher, Leipzig 1914

Andere Ausgaben
- Der Prinz von Theben. Ein Geschichtenbuch. Mit 13 Abbildungen nach Zeichnungen der Verfasserin. Paul Cassirer, Berlin 1920. 86 Seiten
- Der Prinz von Theben. Ein Geschichtenbuch. Mit Zeichnungen der Autorin und Bildern von Franz Marc. 102 Seiten. Suhrkamp, Frankfurt am Main 1996 (Bibliothek Suhrkamp Bd. 1226), ISBN 3-518-22226-0
- Der Prinz von Theben. Ein Geschichtenbuch. S. 91–133 in Else Lasker-Schüler: Der Prinz von Theben und andere Prosa. dtv 10644, München 1986, ISBN 3-423-10644-1 (verwendete Ausgabe)

### Sekundärliteratur
- Dieter Bänsch: Else Lasker-Schüler. Zur Kritik eines etablierten Bildes. Diss. Universität Marburg 1969. 271 Seiten
- Meike Feßmann: Spielfiguren. Die Ich-Figurationen Else Lasker-Schülers als Spiel mit der Autorrolle. Ein Beitrag zur Poetologie des modernen Autors. (Diss. FU Berlin 1991) M & P, Verlag für Wissenschaft und Forschung, Stuttgart 1992, ISBN 3-476-45019-8 (Lizenzgeber: Metzler, Stuttgart 1992)
- Doerte Bischoff: Ausgesetzte Schöpfung. Figuren der Souveränität und Ethik der Differenz in der Prosa Else Lasker-Schülers. (Diss. Uni Tübingen 1999) Max Niemeyer, Tübingen 2002, ISBN 3-484-15095-5
- Sigrid Bauschinger: Else Lasker-Schüler. Biographie. suhrkamp taschenbuch 3777, Suhrkamp Taschenbuch Verlag, Frankfurt am Main 2006 (Lizenzgeber: Wallstein, Göttingen 2004), ISBN 3-518-45777-2
- Peter Sprengel: Geschichte der deutschsprachigen Literatur 1900–1918. Von der Jahrhundertwende bis zum Ende des Ersten Weltkriegs. C.H. Beck, München 2004, ISBN 3-406-52178-9
- Kerstin Decker: Mein Herz – Niemandem. Das Leben der Else Lasker-Schüler. Propyläen, Berlin 2009, ISBN 978-3-549-07355-1